# العرب اليوم (جريدة)
صحيفة العرب اليوم، صحيفة يومية عربية سياسية مستقلة، تصدر في عمان، الأردن عن شركة المجموعة الوطنية للاستثمار الإعلامي. ومقر الصحيفة في العاصمة الأردنية عمّان شارع الملكة رانيا العبد الله، رئيس هيئة المديرين وناشر الصحيفة إلياس جريسات، ورئيس تحريرها المسؤول أسامة الرنتيسي، ومن أشهر كتابها: عبد الباري عطوان وعامر السبايلة وبسام بدارين وموفق محادين، وإبراهيم خريسات وثروت الخرباوي (مصري) وسعد المعطش (كويتي) وكمال القيسي (عراقي).
كما يصدر عنها موقعاً صحافياً الكترونياً يعمل على مدار الـ 24 ساعة ويضم نخبة من الصحفيين والمحررين الالكترونيين، منهم (راشد العساف، صالح القلاب، وليد حسني، سامي المحاسنة، عوني فريج، إبراهيم خريسات، يوسف سواركة..)
علقت صحيفة العرب اليوم عن الصدور لفترة زمنية قصيرة من تاريخ 18-7-2013 وعادت للصدور بتاريخ 8-12-2013.
وكانت أسباب التعليق إعادة الهيكلة والتطوير التقني والتحريري، توقفت مرة أخرى في 17/7/2015 بسبب التعثر المالي التي عصف بالصحيفة.

## تاريخ الصحيفة
أسست صحيفة العرب اليوم عام 1996. ووصفت الصحيفة نفسها بأنها صحيفة مستقلة.يذكر بأن عزام يونس أحد رؤساء التحرير السابقين اعتُقل عام 1999 على خلفية نشر عدّة مقالات كتبها عبد المنعم أبو زنط في الصحيفة. اعتبارًا من عام 2009، شغل طاهر العدوان المنصب أيضًا.
كان رجائي المعشر، وهو سياسي أردني شغل منصب نائب رئيس الوزراء، صاحب الصحيفة اليومية. إلا أنها بيعت إلى إلياس جريسات عام 2011. شغل فهد خيطان منصب رئيس تحرير الصحيفة حتى 22 نوفمبر 2011 عندما استقال هو وأعضاء آخرون من هيئة التحرير بسبب الخلاف مع إلياس جريسات. وفي أواخر عام 2011 أصبح سميح المعايطة رئيساً لهيئة تحرير الصحيفة، وعُيّن محمد كعوش رئيساً للتحرير.
في عام 2003، كان توزيع الصحيفة اليومية يقدر بـ 30 ألف نسخة. كانت النسخة الإلكترونية للصحيفة هي الموقع التاسع والأربعين الأكثر زيارة لعام 2010 في الشرق الأوسط وشمال إفريقيا.
بعد نشر مقال ينتقد حملة الحكومة على الفساد والاحتجاجات في الطفيلة، طلب الديوان الملكي الأردني من الصحيفة حذف المقال الذي ظهر على موقعها الإلكتروني في مارس/آذار 2012. وعلّق نشر الصحيفة لمدة 90 يومًا في يوليو 2013 بسبب مشاكل مالية واستأنفت النشر في 8 ديسمبر 2013.

## وصلات خارجية
موقع جريدة العرب اليوم